# Marie Petiet
Pour les articles homonymes, voir Petiet.
Marie Petiet est une peintre française née le 20 juillet 1854 à Limoux (Aude) et morte le 16 avril 1893 au Château de La Bezole (Aude).

## Biographie
Eulalie Marie Louise Petiet naît à Limoux (Aude) le 20 juillet 1854dans une famille de propriétaires terriens. Son père est le baron Léopold Henri Petiet (1819-1885) et sa mère Marie Pauline Eulalie Maraval (1825-1854). Son grand-père, Pierre Claude Petiet, est colonel sous le Premier Empire.
Marie Petiet se marie le 4 février 1886 à Paris avec Étienne Dujardin-Beaumetz, peintre et homme politique de la Troisième République, député puis sénateur de l'Aude, qui fut sous-secrétaire d'État aux Beaux-Arts dans le gouvernement de Maurice Rouvier, de Ferdinand Sarrien, de Georges Clemenceau, d'Aristide Briand, d'Ernest Monis et de Joseph Caillaux.
Elle meurt, sans descendance, le 16 avril 1893 à La Bezole (Aude).

## Œuvre
Née dans une famille d'artistes, Marie Petiet est initiée très jeune à la peinture par son père, Léopold et son oncle, Auguste Petiet. Elle commence à exercer son art en réalisant des copies d'après Diego Vélasquez, Pierre Paul Rubens et Frans Hals. Âgée de 13 ans en 1867, elle réalise l'ensemble des chemins de croix de l'église de la Bezole (11), son père et son oncle ayant participé cette année-là à la rénovation de l'édifice.
D'abord élève de Louis Hector Leroux, elle entre ensuite dans l'atelier de Jean-Jacques Henner, qui l'oriente vers l'art du portrait.
L'ensemble de son œuvre est empreint de réalisme, de fraîcheur et de sensualité, mettant en scène la vie et les acteurs de la vie provinciale de l'Aude. Un de ses plus célèbres tableaux est Les Blanchisseuses (Limoux, musée Petiet). Il fut déjà exposé au musée Petiet de Limoux peu avant son envoi au Salon des Beaux-arts de Paris de 1882.

## Peintures

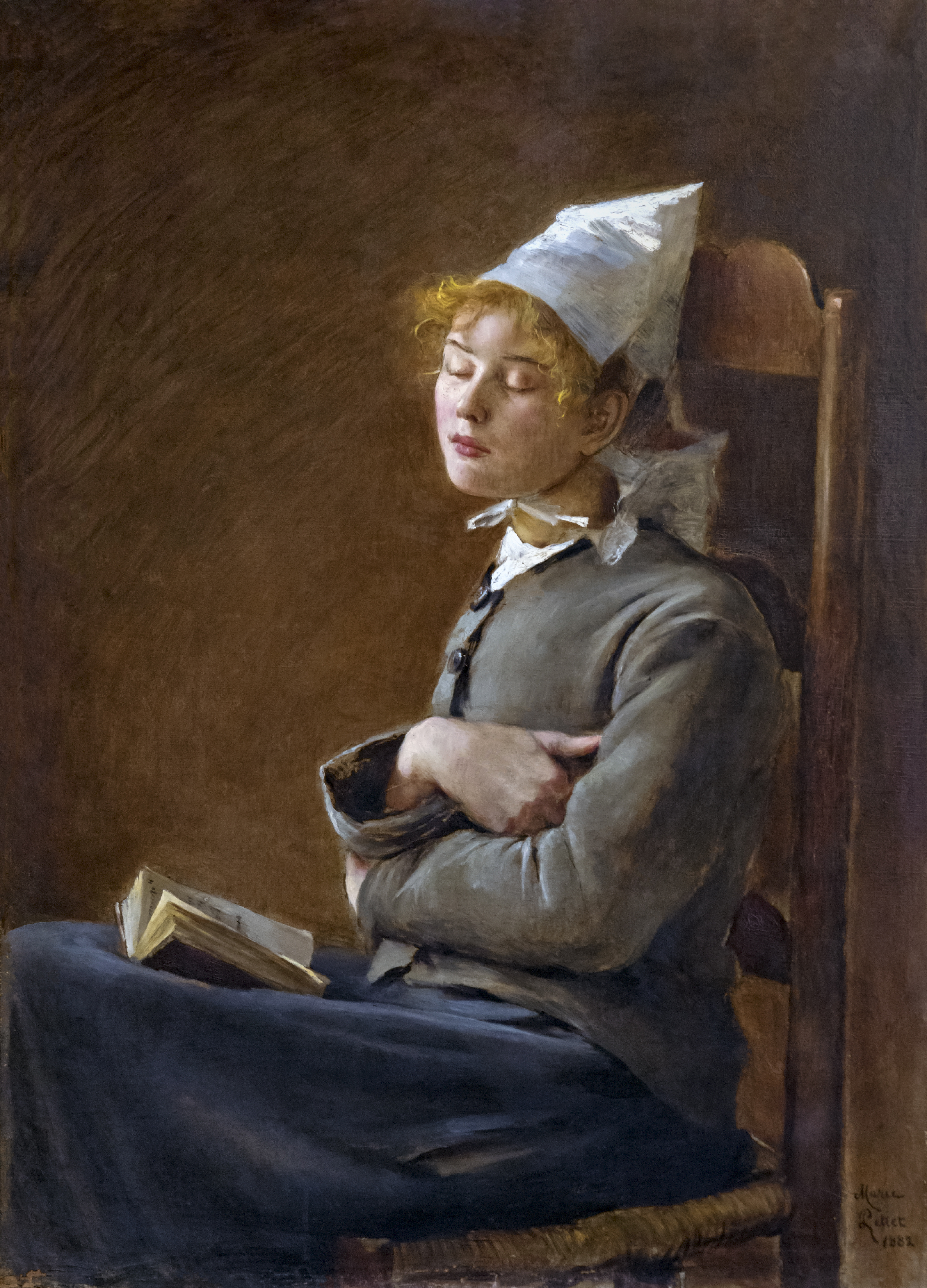
La Liseuse endormie (1882), musée des Beaux-Arts de Carcassonne.

En 1880, Léopold Petiet, père de Marie et maire de La Bezole, fait don de son atelier à la mairie de Limoux pour y installer une école de dessin qui devint par la suite le musée Petiet.
- Cambrai, musée de Cambrai : Jeunes filles au travail, 1890, œuvre perdue.
- Carcassonne, musée des Beaux-Arts : La Liseuse endormie, 1882, huile sur toile.
- Limoux, musée Petiet :
  - Guignol au village, 1886, huile sur toile 168 × 206 cm ;
  - Jeune fille lisant une lettre, don de la famille Moulis en 2003 ;
  - Jeunes filles à l'église ;
  - La Jeune Fille aux oies ;
  - La Liseuse ;
  - Les Blanchisseuses ;
  - Trois Grisettes toulousaines, 1879, acquis en 2003 ;
  - Rêverie, don de la famille Grillères, acquis en 2022 ;
  - Autoportrait, 1875 ;
  - Portrait de Madame M.F, 1891.
- Saintes, musée de l'Échevinage : Le Repos du modèle, 1882, don de l'artiste.

- Localisation inconnue :
  - Le Travail interrompu, 1883, huile sur toile, médaille à l'exposition de Rochefort-sur-Mer en 1883 ;
  - La Rosita , 1883, huile sur toile, œuvre vendue en 2018 en Uruguay[8].
  - Le Petit Journal, huile sur toile, exposée au Salon de Paris de 1883.
  - Lingerie, huile sur toile, exposée au Salon de Paris de 1884.

Œuvres de Marie Petiet
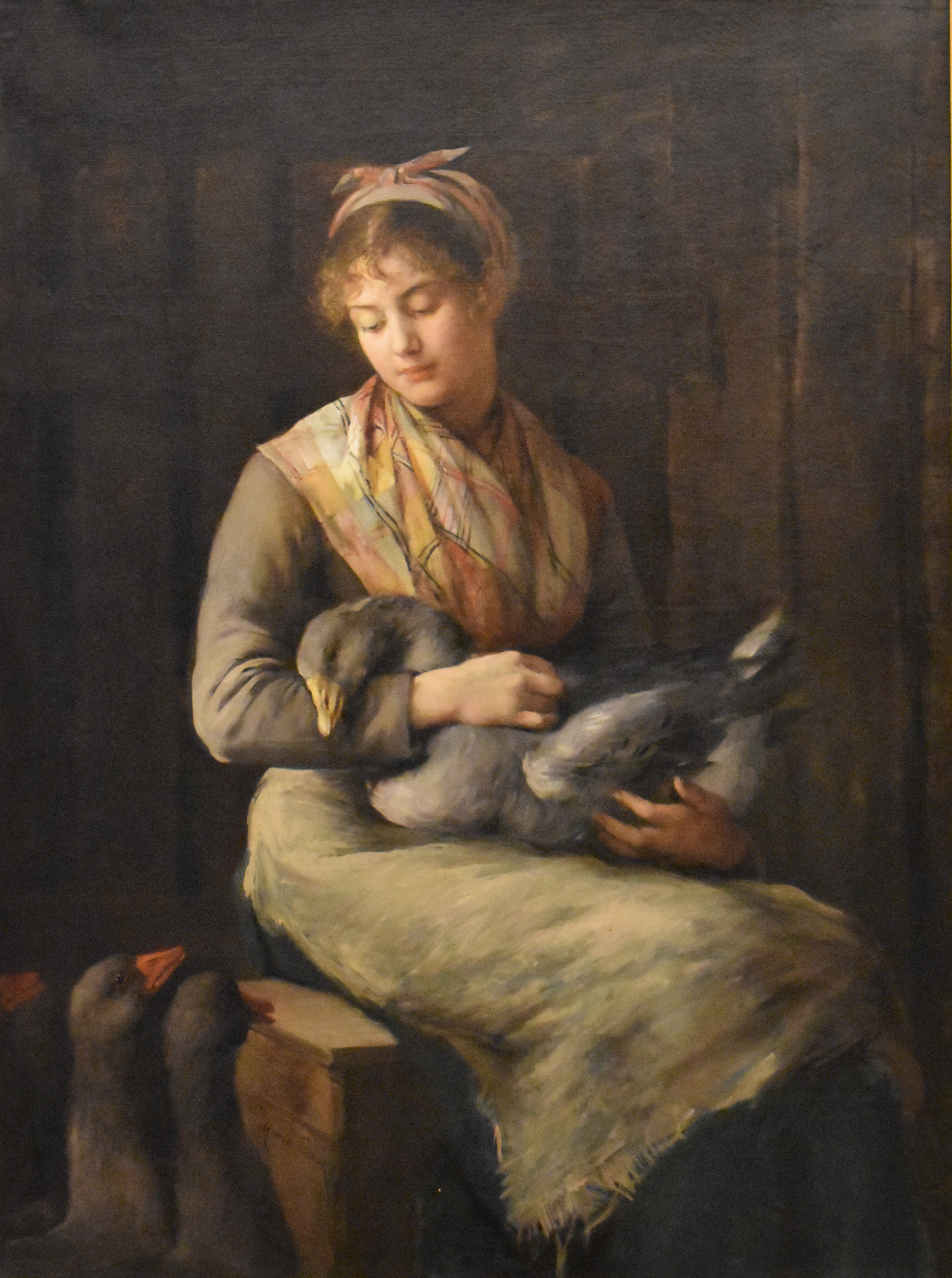
Jeune fille aux oies (années 1870), Limoux, musée Petiet.
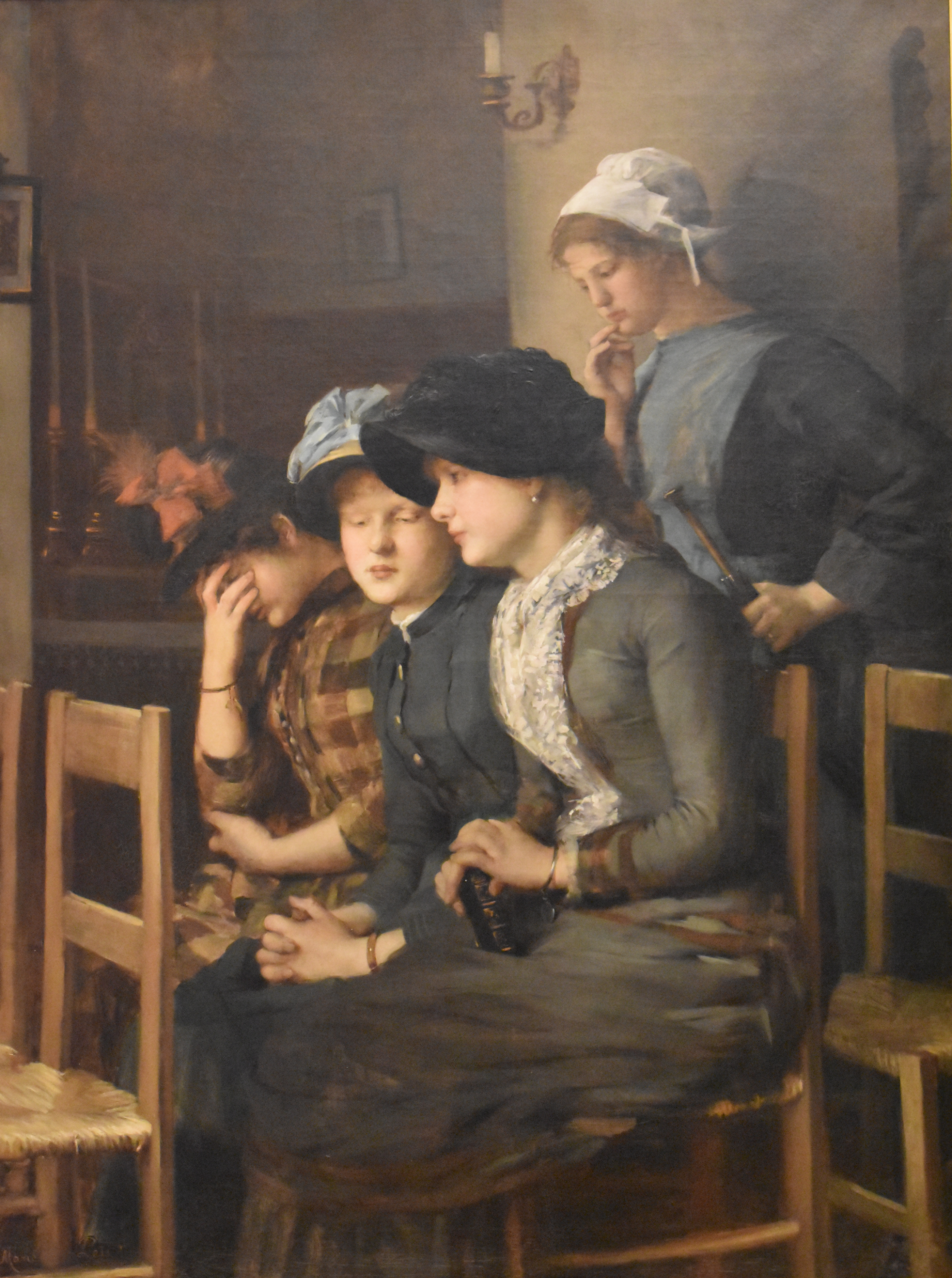
Jeunes filles à l'église (1870-1893), Limoux, musée Petiet.
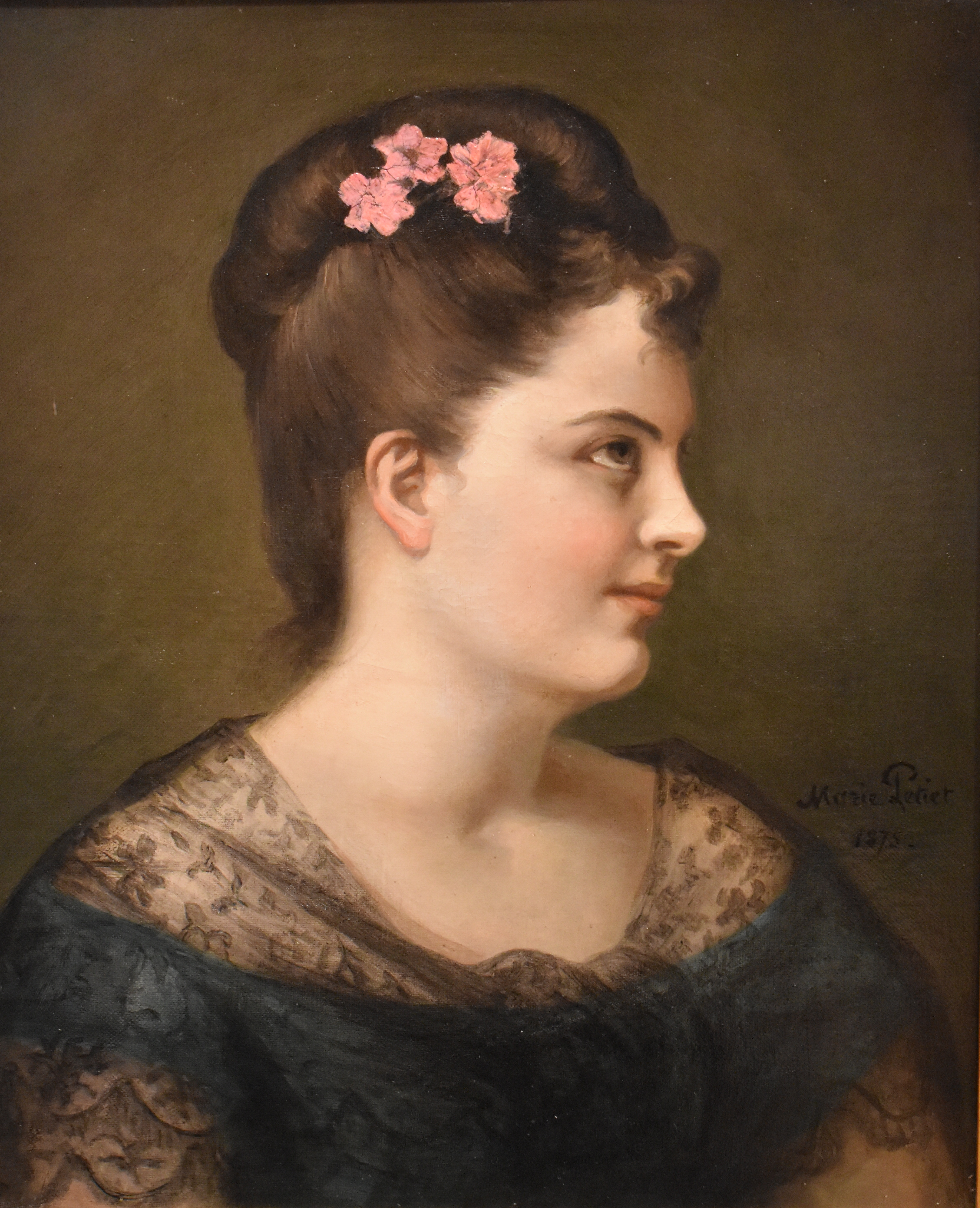
Autoportrait (1875), Limoux, musée Petiet.
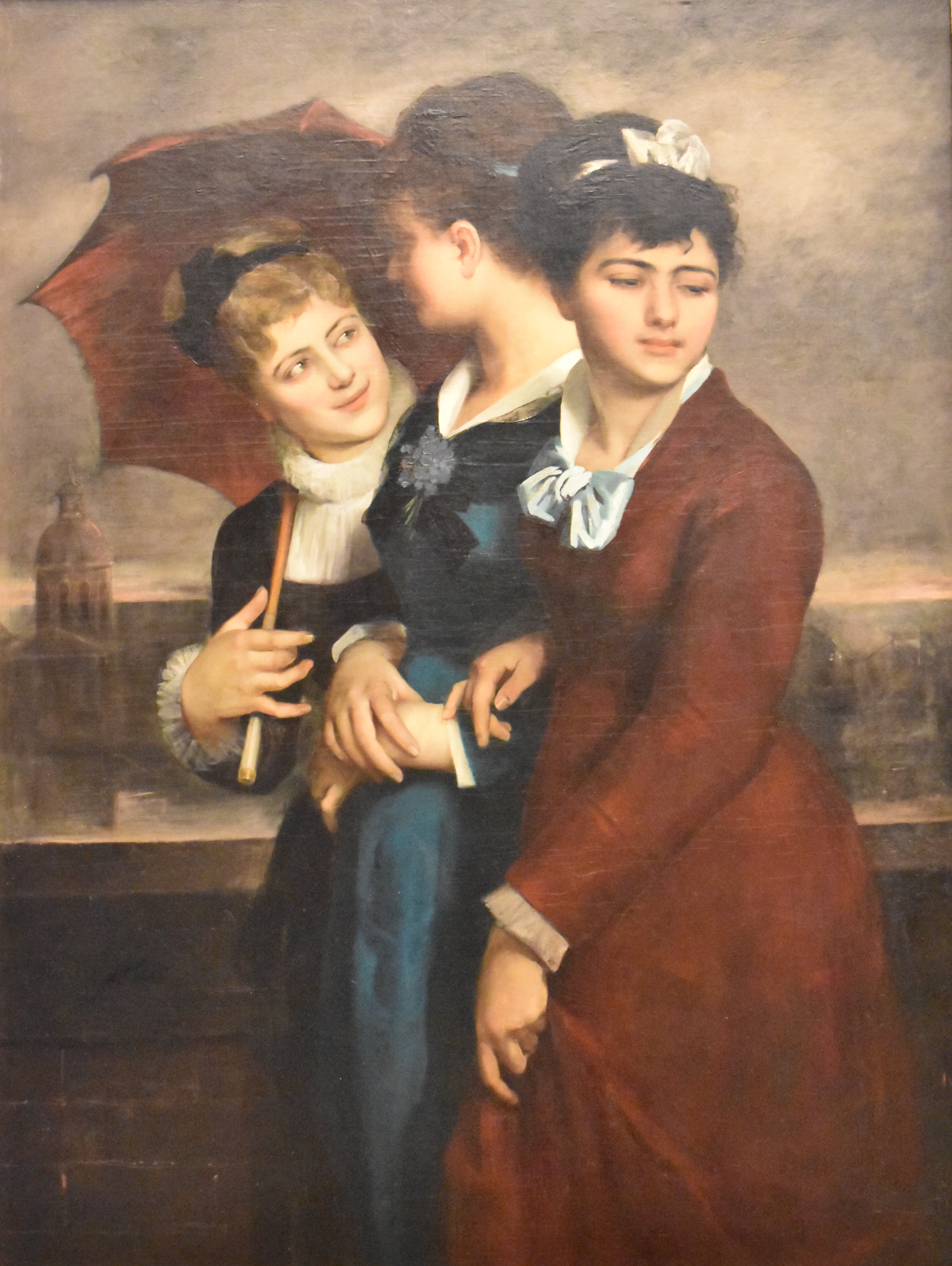
Trois grisettes toulousaines (1879), Limoux, musée Petiet.
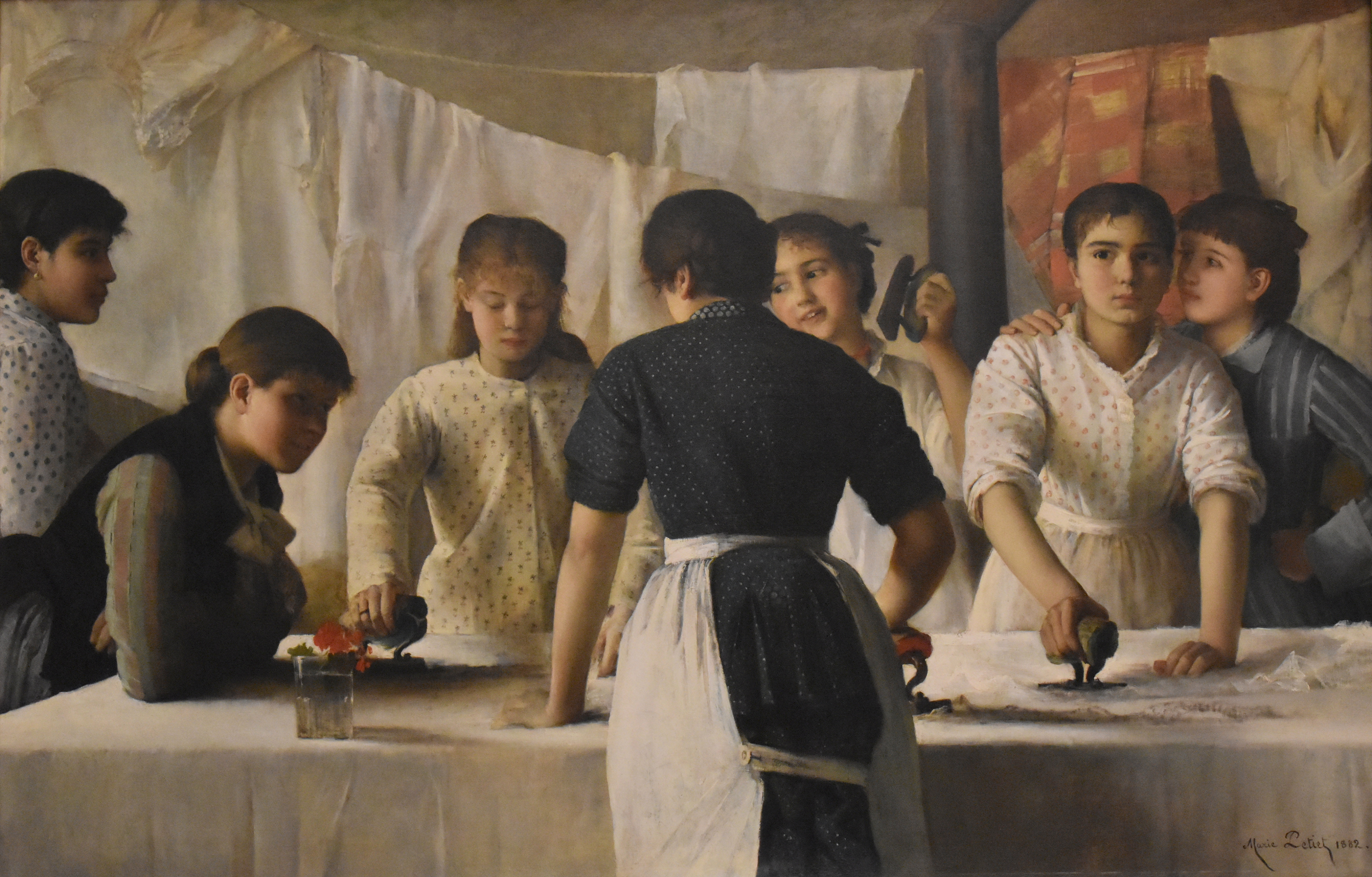
Blanchisseuses (1882), Limoux, musée Petiet.
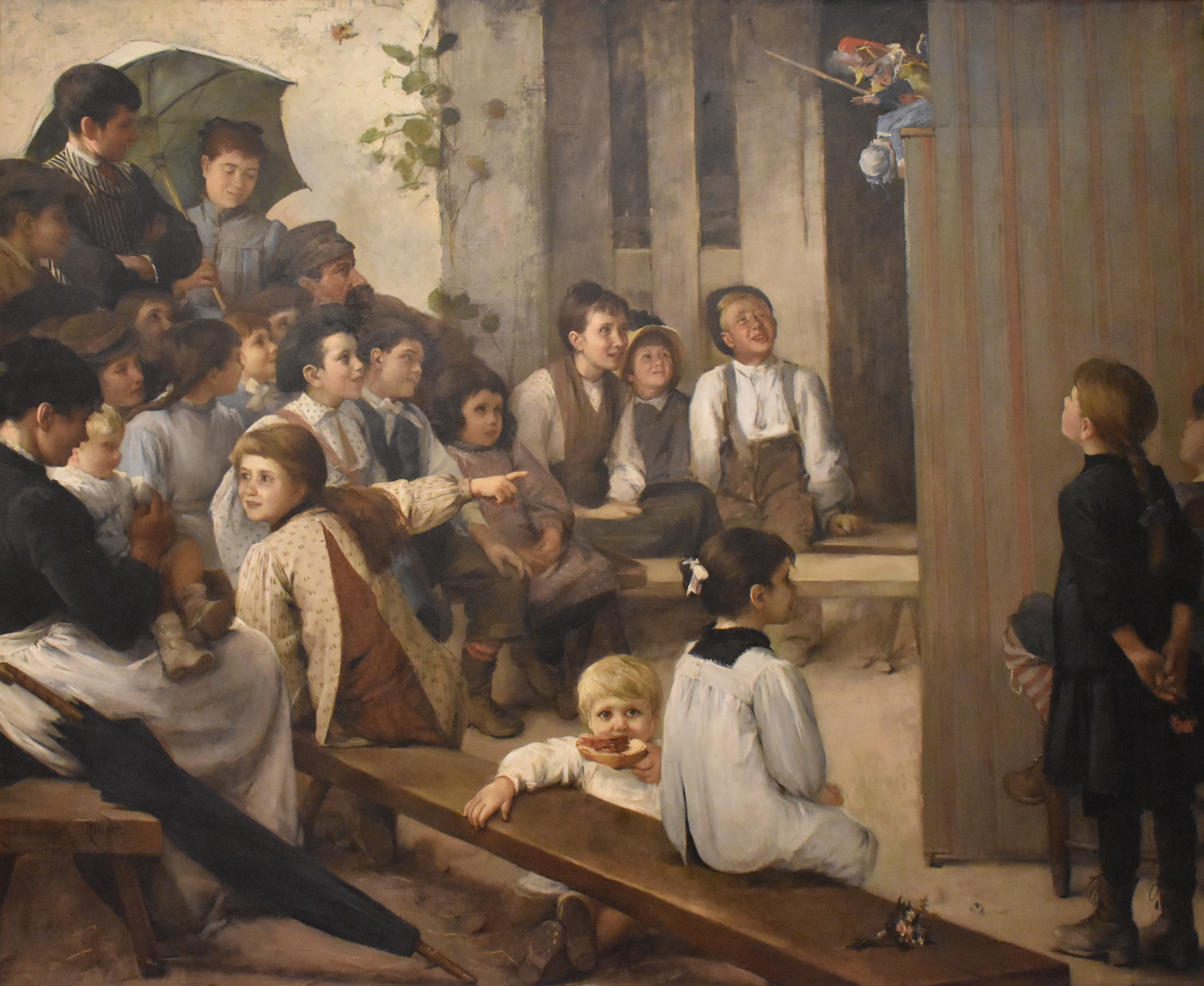
Guignol au village (1886), Limoux, musée Petiet
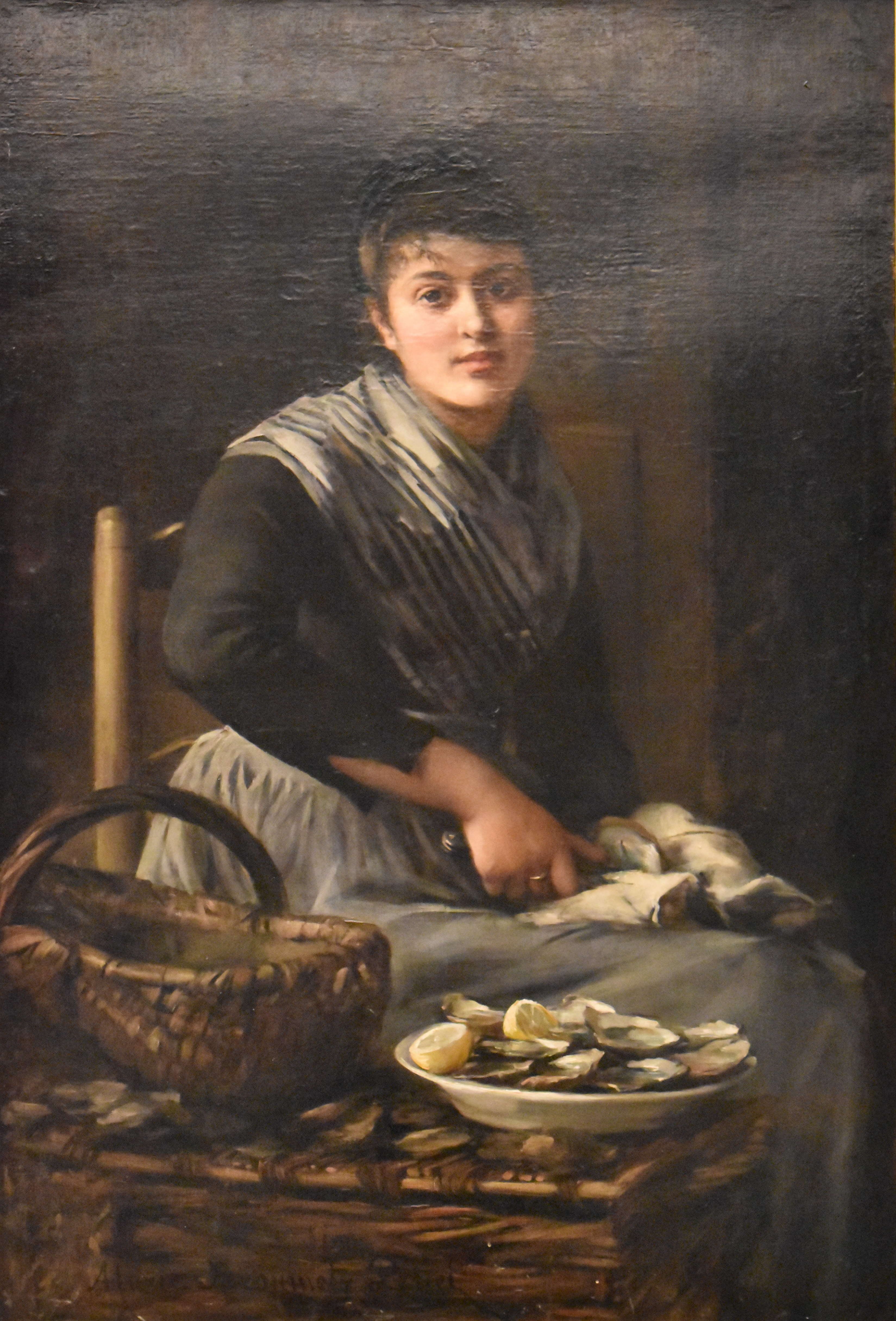
Écaillère (1886-1889), Limoux, musée Petiet.
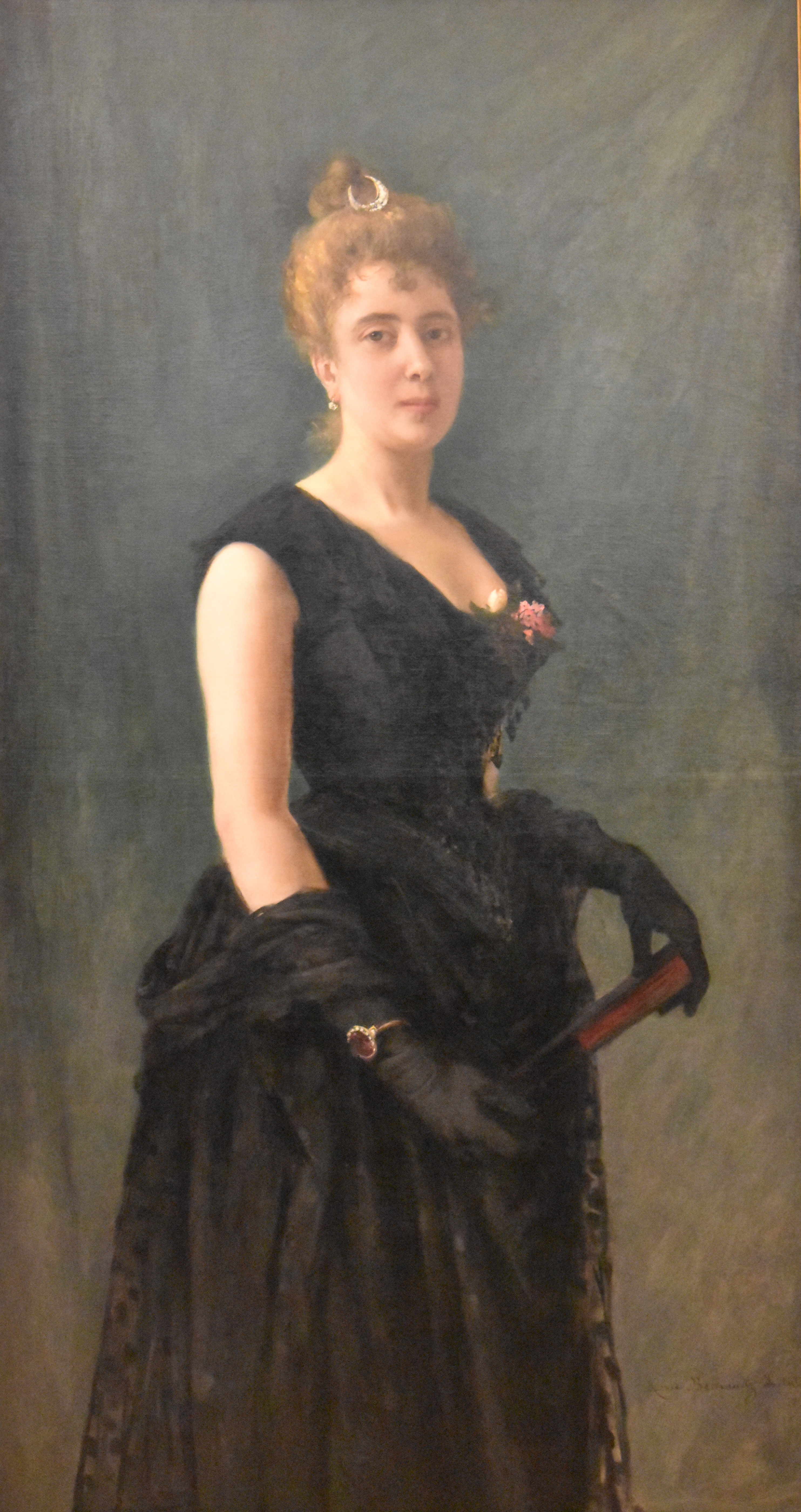
Portrait de Madame M. F. (1891), Limoux, musée Petiet.

## Réception critique
- « Joli est le tableau de Mademoiselle Marie Petiet La lecture du petit journal. De petites ouvrières ont posé leur posé leur aiguille pour mieux entendre l’inepte feuilleton ou les apitoyants faits divers. La lumière blanche qui vient de la fenêtre produit des modelés délicats et un effet agréable. », Joséphin Péladan (1858-1918)[9]

- «Mademoiselle Marie Petiet observe avec sincérité et peint avec charme les intérieurs d’ouvrières, les jeux de la lumière sur les linges blancs. Sa lingerie ne vaut peut-être pas son ouvroir de l’an passé; mais on y goûtera une étude sincère et habile, beaucoup de vérité et d’intimité.», André Michel (1853-1925)[10]

## Expositions
- Marie Pietet, être femme peintre au XIXe siècle, Musée des beaux-arts de Carcassonne du 4 juillet au 27 septembre 2014.